# 二塩基酸
二塩基酸（にえんきさん、英語：diprotic acid）とは、硫酸のように水中で2つのプロトンを分離できる構造を持つ酸のことである。二塩基酸の完全電離は硫酸のフォームに等しい；
H2SO4 → H+(aq) + HSO4−(aq) Ka = 1 × 103
HSO4− → H+(aq) + SO42−(aq) Ka = 1 × 10−2
プロトンの解離は一度には起こらず、2つの異なるKa値によって2段階に起こる。硫酸の場合、最初の解離は起こりやすく、ほぼ完全に電離するが、2段階目の解離は起こりにくい。二塩基酸の特徴は、pHと中和剤の曲線（中和滴定曲線）ではっきりとした当量点（equivalence points）が2ヶ所に見られることである。これは、2回のイオン化によるプロトンの分離が同時に起こらないためである。
広く存在する二塩基酸にはリンゴやサクランボに含まれるマロン酸、ブドウやパイナップルに含まれる酒石酸などがある。

## 主な二塩基酸
- シュウ酸
- マロン酸
- コハク酸
- グルタル酸
- アジピン酸
- 酒石酸
- グルタミン酸
- セバシン酸
- ヘキサフルオロケイ酸